# Eryk Krwawy Topór
Eryk I Krwawy Topór (ang. Eric Bloodaxe, stnord. Eiríkr blóðöx, isl. Eiríkur blóðöx, norw. Eirik Blodøks; ur. ok. 885, zm. 954) – drugi król Norwegii i najstarszy syn pierwszego króla, Haralda Pięknowłosego.

## Życie

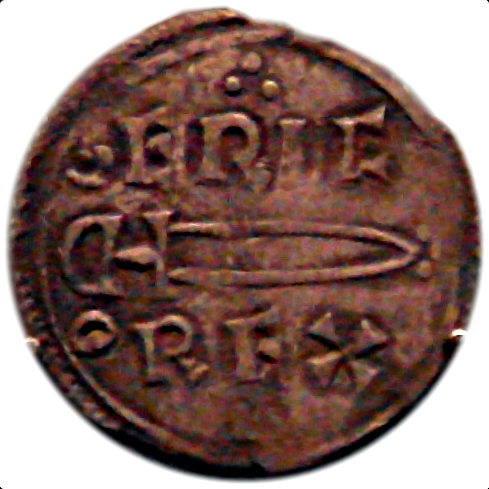
Moneta Eryka. Na awersie napis ERIC REX (łac. król Eryk). Muzeum Brytyjskie

W roku 920, jeszcze jako następca tronu, zorganizował i poprowadził wyprawę wikingów do Bjarmaland w dzisiejszej północnej Rosji. W 930 jego ojciec, Harald Pięknowłosy, abdykował na jego rzecz, a jego młodszym braciom nadał księstwa. Krótko po objęciu władzy Eryk popadł w poważny konflikt z braćmi i zabił ich. Ze względu na ten fakt łacińskie kroniki wspominają o nim jako o fratris interfector (łac. zabójca braci). Także jego przydomek Krwawy Topór odnosi się właśnie do jego bratobójstwa i zamiłowania do zabójstw.
Okrucieństwa Eryka skłoniły możnych norweskich do sprowadzenia w 934 roku z Anglii nieślubnego syna Haralda I Pięknowłosego, Haakona I Dobrego, aby obalić jego rządy. Podburzona przez Haakona ludność strąciła Eryka z tronu.
Eryk próbował potem jeszcze odzyskać tron i stawał na czele wielu kampanii przeciw bratu. W końcu wraz z najbliższą rodziną został wypędzony z Norwegii i zamieszkał na Orkadach na północy Szkocji, a później w Yorku. Został tam ciepło przywitany przez króla Anglii Athelstana. Athelstan zaopatrywał Eryka w wojsko i broń, co stanowiło wsparcie w obronie przed ciągłymi najazdami Szkotów oraz Irlandczyków. 
Eryk był królem Nortumbrii przez 9 lat. W 954 przeciwko niemu uknuto spisek. Podstępem został on wydalony z Nortumbrii i rozpoczął wojnę z Oswulfem, który został jej władcą. 
Zginął w bitwie pod Brunanburg w Anglii.

## Genealogia
| 4. Halfdan Czarny          |  |                          |  |  |                      |
|                            |  | 2. Harald Pięknowłosy    |  |  |                      |
| 5. Ragnhilda Sigurdsdotter |  |                          |  |  |                      |
|                            |  |                          |  |  | 1. Eryk Krwawy Topór |
| 6. Eryk                    |  |                          |  |  |                      |
|                            |  | 3. Ragnhilda Eriksdotter |  |  |                      |
| 7. nieznany przodek        |  |                          |  |  |                      |
|                            |  |                          |  |  |                      |